# Skihütte (Johanngeorgenstadt)
Die Skihütte in Johanngeorgenstadt im sächsischen Erzgebirge war eine Unterkunftsstätte aus der Frühzeit der Entwicklung des Skisports im Deutschen Reich. Ihr Nachfolgebau wird heute als Wohngebäude genutzt.

## Geografische Lage
Die Skihütte befand sich außerhalb des Stadtgebiets von Johanngeorgenstadt am nördlichen Waldrand des Külliggutgebietes an einem für den öffentlichen Fahrverkehr gesperrten Verbindungsweg, der von der Johanngeorgenstädter Neustadt zur Kellerschleiferei bzw. zur Külliggutstraße führt.

## Geschichte
Der Akademische Sportclub (A. S. C.) Leipzig e. V. bemühte sich schon frühzeitig um ein Standquartier für seine Mitglieder im Erzgebirge. Aufgrund der direkten Bahnverbindung von Leipzig nach Johanngeorgenstadt bot sich letztgenannter Ort regelrecht für den Bau einer solchen Skihütte an. Nach dem Erwerb eines entsprechenden Grundstückes am Rand des Külliggutgeländes, das sich für die Ausübung des Wintersportes besonders gut eignete, erfolgte im Jahre 1911 der Bau der Hütte im norwegischen Blockhausstil mit moosbedecktem Dach. Noch im selben Jahr fand die feierliche Einweihung der Skihütte statt. Seitdem wurde die Skihütte von zahlreichen Wintersportlern hauptsächlich aus dem Raum Leipzig, aber auch von internationalen Gästen, genutzt. Das Motiv der Skihütte fand bis 1945 auf mehreren Ansichtspostkarten Verwendung.
Durch die Auflösung des Akademischen Sportclubs Leipzig unmittelbar nach dem Zweiten Weltkrieg fiel die Skihütte an den Rat des neugebildeten Stadtkreises Johanngeorgenstadt, der sie den Jungen Pionieren zur Nutzung übergab. In dieser Zeit kam es am 9. April 1953 zu einem schweren Vandalismusschaden, bei dem unbekannte Täter die Tür aufbrachen und in das Innere der Skihütte eindrangen. Die im Raum befindlichen Einrichtungsgegenstände wurden zertrümmert und die Fensterscheiben nebst Fensterkreuzen nach außen gedrückt. Nach der Auflösung des Stadtkreises wurde die Skihütte als Stützpunkt der Ortsgruppe des DRK und 1964 dem Bergrettungsdienst Oberjugel übergeben. Zu Beginn der 1970er Jahre übernahm die Jugendherberge „Ernst Schneller“ in Johanngeorgenstadt die Nutzung der Skihütte, stellte einen bislang nicht vorhandenen Wasseranschluss her und ließ in den 1980er Jahren einen Erweiterungsbau ausführen. Unmittelbar nach 1990 wurde die Skihütte von der Stadt Johanngeorgenstadt erneut der Bergwacht übergeben, die sie bis zu einem Großbrand nutzte, der das historische Gebäude bis auf die Grundmauern zerstörte. Ein an gleicher Stelle in ähnlicher Bauweise errichtetes Gebäude wird heute als Wohnhaus genutzt.